# Helminthosporium parvum
Helminthosporium parvum är en svampart som beskrevs av R.F. Castañeda & W.B. Kendr. 1991. Helminthosporium parvum ingår i släktet Helminthosporium och familjen Massarinaceae.   Inga underarter finns listade i Catalogue of Life.